# Santo Estêvão das Galés
Santo Estêvão das Galés is een plaats (freguesia) in de Portugese gemeente Mafra en telt 1620 inwoners (2001).